# Tanysiptera
Tanysiptera is een geslacht van vogels uit de familie van de ijsvogels (Alcedinidae). De wetenschappelijke naam van het geslacht is voor het eerst geldig gepubliceerd in 1825 door Nicholas Aylward Vigors. Ze worden vlagstaartijsvogels genoemd en heten in het Engels Paradise Kingfishers. 

## Verspreiding en leefgebied
Ze komen voor op Nieuw-Guinea, de omliggende eilanden en één soort ook in het noorden van Queensland (Australië).

## Soorten
De volgende soorten zijn bij het geslacht ingedeeld:
- Tanysiptera carolinae –  Numforvlagstaartijsvogel
- Tanysiptera danae  – Bruinrugvlagstaartijsvogel
- Tanysiptera ellioti – Kofiauvlagstaartijsvogel
- Tanysiptera galatea – Vlagstaartijsvogel
- Tanysiptera hydrocharis  – Aroevlagstaartijsvogel
- Tanysiptera nigriceps  – Zwartkopvlagstaartijsvogel
- Tanysiptera nympha – Roze vlagstaartijsvogel
- Tanysiptera riedelii – Biakvlagstaartijsvogel
- Tanysiptera sylvia – Australische vlagstaartijsvogel